# Clube Atlético Votorantim
O Clube Atlético Votorantim foi o primeiro clube de futebol do Brasil. O clube foi fundado por imigrantes italianos em 1 de janeiro de 1900, no município de Sorocaba, estado de São Paulo, como Sport Club Savoia.

## História
A história dos primórdios do futebol paulista e brasileiro está diretamente associada às grandes levas de imigrantes que começaram a chegar ao Brasil após o começo da grande imigração a partir de 1875, em especial a italiana. A Revolução Industrial atraiu ao Brasil engenheiros ingleses para a construção das primeiras indústrias e estradas de ferro.
Foi neste contexto que jovens ingleses, filhos de engenheiros que aqui trabalhavam, iam para a Inglaterra estudar, e retornavam ao Brasil trazendo a paixão pela prática esportiva, em especial o futebol, e tonaram-se também agentes fundamentais na criação de clubes para a prática de esportes, atividade até então praticamente restrita ao meio acadêmico.

### Os ingleses e o SPAC
Em 13 de maio de 1888, alguns destes jovens ingleses que moravam na cidade de São Paulo, fundaram um clube esportivo com o nome de São Paulo Athletic Club. Entre os fundadores encontrava-se William Snapp.
Em 1890 o Banco União de São Paulo S/A adquire terras vizinhas ao município de Sorocaba, na região onde acabaria se formando o distrito de Votorantim, margeado pela Estrada de Ferro Sorocabana, e começa a construir uma Fábrica de Tecidos. No ano seguinte, em 1891, o Banco contrata engenheiros e operários ingleses vindos da região de Manchester  para construção da própria Fábrica, além da montagem e operação do maquinário. Entre os engenheiros encontravam-se os irmãos John e William Snapp que tornaram-se gerentes no empreendimento.
Enquanto a Fábrica de Tecidos começa a entrar em operação, um outro jovem que se tornaria bastante famoso, retorna ao Brasil após concluir os estudos em Hampshire na Inglaterra. Trata-se de Charles Miller que em 1894 retorna para São Paulo, aos 20 anos de idade, empregando-se na Estrada de Ferro São Paulo Railway e contaminado pela explosão do culto esportivo na Inglaterra, associa-se ao São Paulo Athletic Club e torna-se personagem vital na introdução do futebol dentro do clube, que até então praticava apenas outros esportes como o  Críquete.

### A fundação do Savoia e do Votorantim

Símbolo da Casa de Savoia, família real que liderou o movimento pela unificação italiana.

Em 1898 começam a chegar imigrantes italianos. Os operários ingleses que, nos horários livres, já praticavam o futebol nos pátios da Fábrica de Tecidos, encontram nos italianos recém-chegados, adversários perfeitos para a diversão, já que estes também trazem de seu País o embrionário esporte, para eles conhecido como "calcio".
É neste contexto que no dia 1 de janeiro de 1900 os operários ingleses liderados por William Snapp - o mesmo fundador do São Paulo Athletic Club, fundam no município de Sorocaba o Votorantim Athletic Club, e são acompanhados de operários italianos que na mesma data, fundam o Sport Club Savoia, este com uniforme azul, gola branca e tendo a Cruz de Savoia - símbolo da Itália unificada - como escudo.
Os dois clubes tornam-se pioneiros do futebol brasileiros, anteriores à fundação de clubes como a Associação Atlética Ponte Preta fundada em 11 de agosto de 1900, e Sport Club Rio Grande fundado em 19 de julho do mesmo ano.

### Os primeiros anos

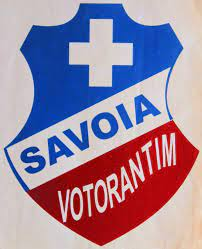
Escudo do Savoia

O Votorantim Athletic Club torna-se o time oficial da Fábrica, enquanto o Sport Club Savoia dos italianos, atua na várzea da cidade. Entre meados de 1900 e 1901, o futuro distrito de Votorantim conta com os clubes, Sport Club Colonial, Sport Club Germania, Sport Club Resistência e o Sport Club Internacional do Itupararanga que também atuavam nos campos da várzea da Vila Operária de Votorantim. No natal do ano seguinte, em 1902, é fundada outra equipe histórica da região, o Club Athletic Sorocabano.
Nesta época, os ingleses da região que pouco a pouco começavam a retornar para a capital paulistana e outros regressando a Inglaterra, aceleram sua saída em função de novos surtos de Febre Amarela que ataca a região.
No dia 7 de setembro de 1903, por ocasião da comemoração da Independência do País, são programadas duas partidas amistosas envolvendo as equipes da região. Na preliminar, os italianos do Sport Club Savoia vencem por 2 a 0 o EFUSY Football Club, EFUSY era o acrônimo de Estrada de Ferro União Sorocabana e Ytuana. No jogo principal, o Votorantim Athletic Club goleou o Club Athletic Sorocabano por 4 a 1. Três irmãos Snapp jogam pelo Votorantim Athletic Club neste amistoso.
A colônia italiana não para de crescer na região, e os jogos amistosos do Sport Club Savoia atraem cada vez mais o público. É com este quadro, que o Votorantim Athletic Club praticamente deixa de existir. Os irmãos Snapp se juntam ao Sport Club Savoia e lideram uma comissão que formaliza à direção da Fábrica um pedido para tornar o Savóia a equipe principal, mas sem sucesso na primeira investida. O Savoia, já com o apoio dos irmãos Snapp, constrói um campo fora da Fábrica e passa a monopolizar o futebol da região. No final do ano a direção da Fábrica se rende e passa a apoiar o Savoia como primeiro quadro.
Em 1906 John Snapp aparece na escalação de amistosos do Savoia.

### Entre os grandes
Em 1910, diante dos ótimos resultados em amistosos contra as grandes equipes da capital, o Sport Club Savoia é convidado a disputar um torneio seletivo que forneceria uma vaga na elite do Campeonato Paulista. Os adversários eram o Vila Buarque Futebol Clube e o Clube Atlético Ypiranga, mas o Savoia dá azar. O até então desconhecido Clube Atlético Ypiranga tem em seu quadro um garoto de 18 anos chamado Arthur Friedenreich, que acabria se tornando um dos maiores craques da história do futebol brasileiro. O Ypiranga vence, é claro, o Savoia por 4 a 2 e fica com a vaga.

A Taça Savoia, disputada em 1915

Nesta época, o Sport Club Savoia fica marcado por duas famílias: os Ferreira (9 membros da família chegaram a atuar pelo clube em períodos distintos) e os Imparato (com 7 irmãos que atuaram pela equipe, incluindo 4 que acabariam atuando pelo Palestra Itália da Capital Paulista, também tivemos o Russo, filho de Ernesto Imparato que atuou em diversas equipes de Votorantim na década de 50 e 60.

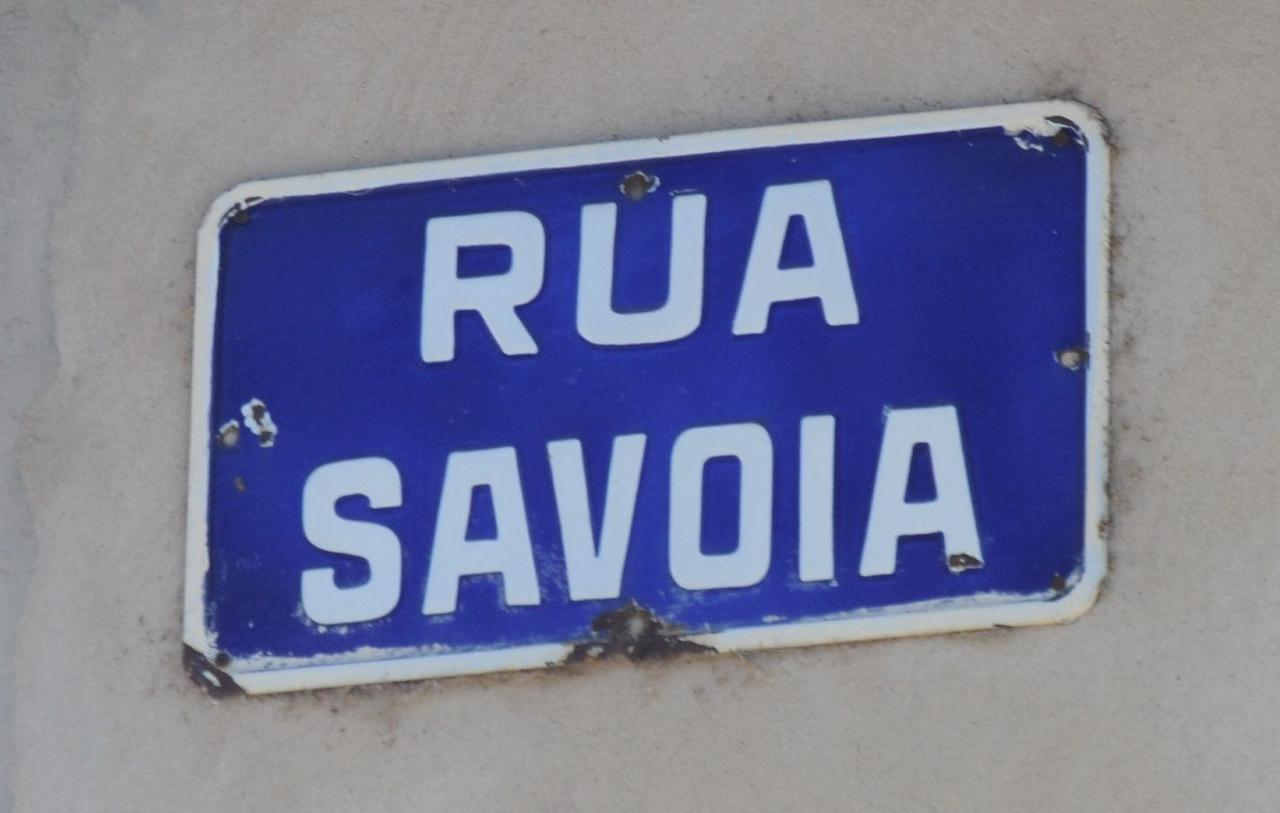
Hoje, só sobrou o nome da rua como referência.

Em janeiro de 1915 o recém-fundado Palestra Itália da Capital, atual Sociedade Esportiva Palmeiras, após realizar um luxuoso baile de apresentação do novo clube à sociedade paulistana, em especial à colônia italiana, escolheu como adversário de estreia justamente o Sport Club Savoia, em partida realizada no Campo dos Castelões, no bairro da Chave, distrito de Votorantim. O Savoia jogou de uniforme vermelho, com o escudo da família real no peito esquerdo. O Palestra, com o PI na camisa, atuou de verde escuro. Na temporada seguinte, a equipe palestrina também adotaria a Cruz de Savoia como distintivo, símbolo da Itália unificada, como escudo.

### Esquadrão de Ferro

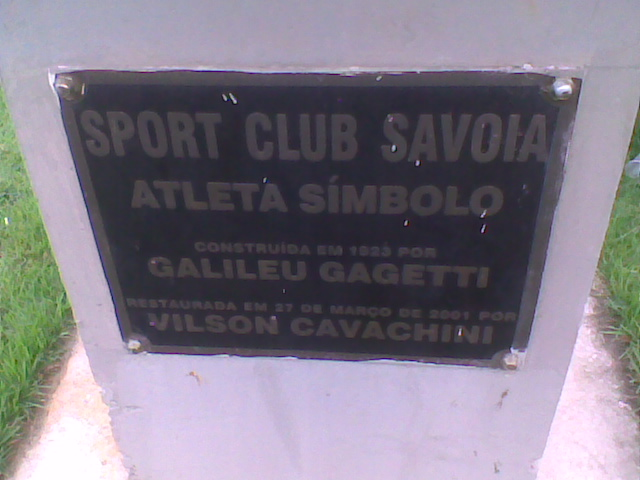
Estátua presente no estádio municipal de Votorantim, em homenagem ao Savóia

Em 1917 a continuidade da Primeira Guerra Mundial, que dificultava as exportações, em combinação com as gigantescas Greves operárias de 1917, agravaram a crise por que passava o Banco União, levando o mesmo à falência. As instalações da Fábrica de Tecidos de Votorantim são arrendadas por Francisco Scarpa e por António Pereira Inácio, que criam as Indústrias Votorantim. Esta continua apoiando a equipe de futebol do Savoia, reforçando a equipe com jogadores que são registrados como funcionários da Fábrica, num procedimento que se tornaria comum na fase pré-profissional do futebol.
Em 28 de setembro de 1924 o Sport Club Savoia inaugura seu novo Estádio, e numa demonstração de força de sua estrutura, convida para a cerimônia as equipes do Sport Club Germânia e Club Athletico Paulistano, incluindo em seu elenco o então já consagrado Arthur Friedenreich. Na preliminar, o segundo quadro do Savoia goleou o Germânia por 4 a 1, e o primeiro quadro empatou por 4 a 4 com a fortíssima equipe do Paulistano. Neste mesmo ano, José Ermírio de Morais assume cargo diretivo na Indústria.

Savoia em 1916

Em 1930 a equipe passa a ser conhecida como "Esquadrão de Ferro", e conquista vários títulos incluindo o Campeonato Amador do Interior - 23ª Região.

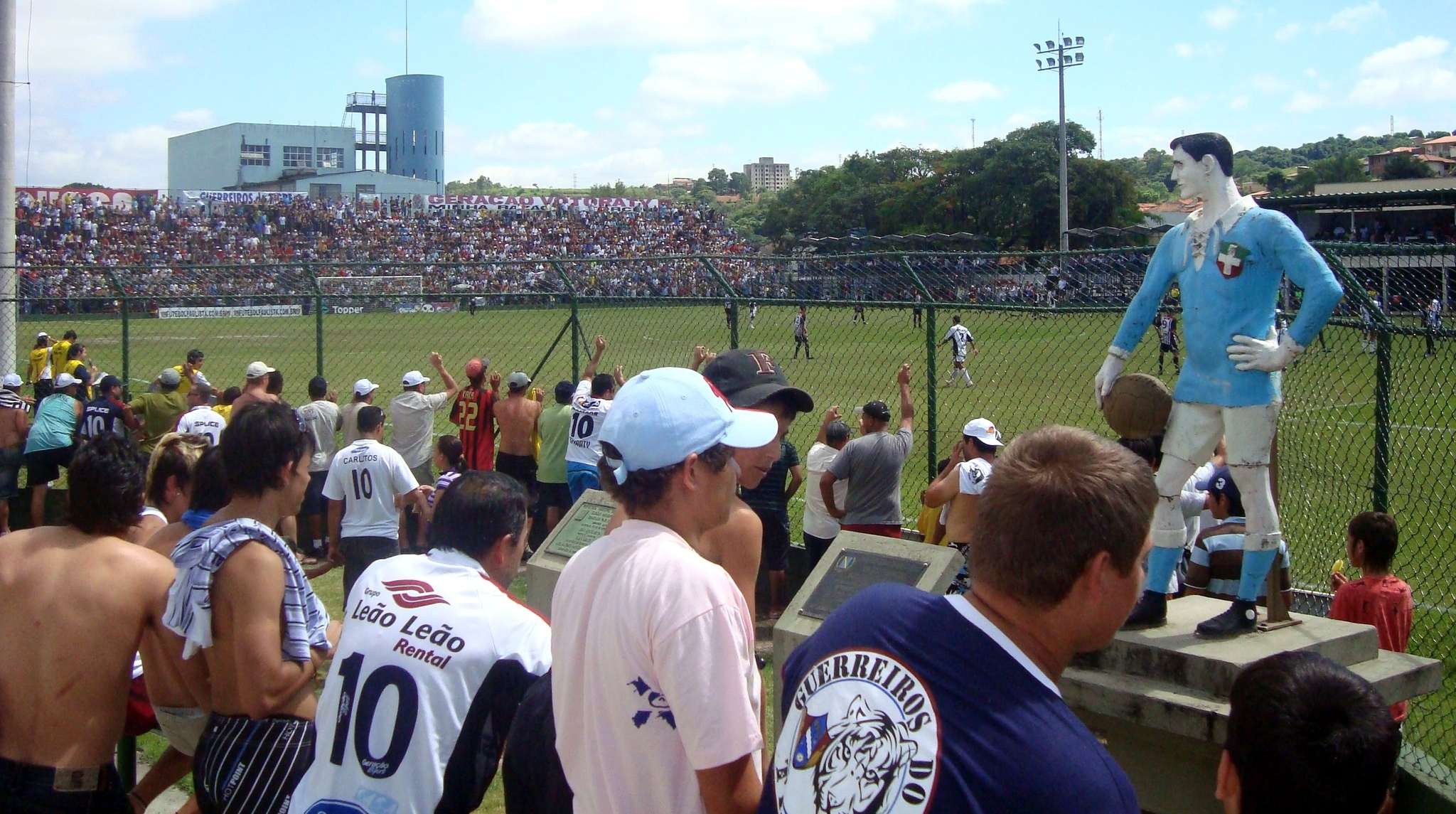
Estádio Domenico Paolo Metidieri, com a estátua do Atléta Simbolo do Savoia

O Savoia destacou com grandes nomes em seu esquadrão como os citados Snape, Fazolim, Quilim, Votorantim, Baiano, Liba, Fressura, Pedrinho Ferreira, Gino Imparato, Germano, Nani, Zechi, Bernardo.  Mais tarde com o Clube Atlético Votorantim os destaques ficaram com Dejaniro, Mickey, Júlio Molineiro, Hélio, Fioti, Cilo Dellozi, Volpe, Fortaleza entre outros.

### Mudança de nome
Em 1942 por ocasião da Segunda Guerra Mundial, o Sport Club Savoia também se vê obrigado a mudar de nome, tendo em vista que o Brasil encontrava-se em estado de guerra contra os Países do Eixo, Itália, Alemanha e Japão, e assim, no dia 28 de Setembro de 1942 o clube mudou seu nome para Clube Atlético Votorantim, passando a utilizar a cor grená em seu uniforme.
Em 1947 a equipe conquista o título da Liga Sorocabana de Futebol. Nos anos seguintes, de 1948 a 1952 a equipe disputa a Segunda Divisão do Campeonato Paulista de Futebol.
Em 1951 o empresário Antônio Pereira Inácio falece, e assume em seu lugar o genro José Ermirio de Morais. No ano seguinte as Indústrias Votorantim retiram o apoio ao clube, que em consequência desativa o departamento de futebol profissional, cedendo o passe dos atletas ao Esporte Clube São Bento de Sorocaba. 
E nos dias atuais ressurgindo das cinzas , um grupo de amigos refundo o atlético Votorantinense com o intuito de leva essa história a diante .

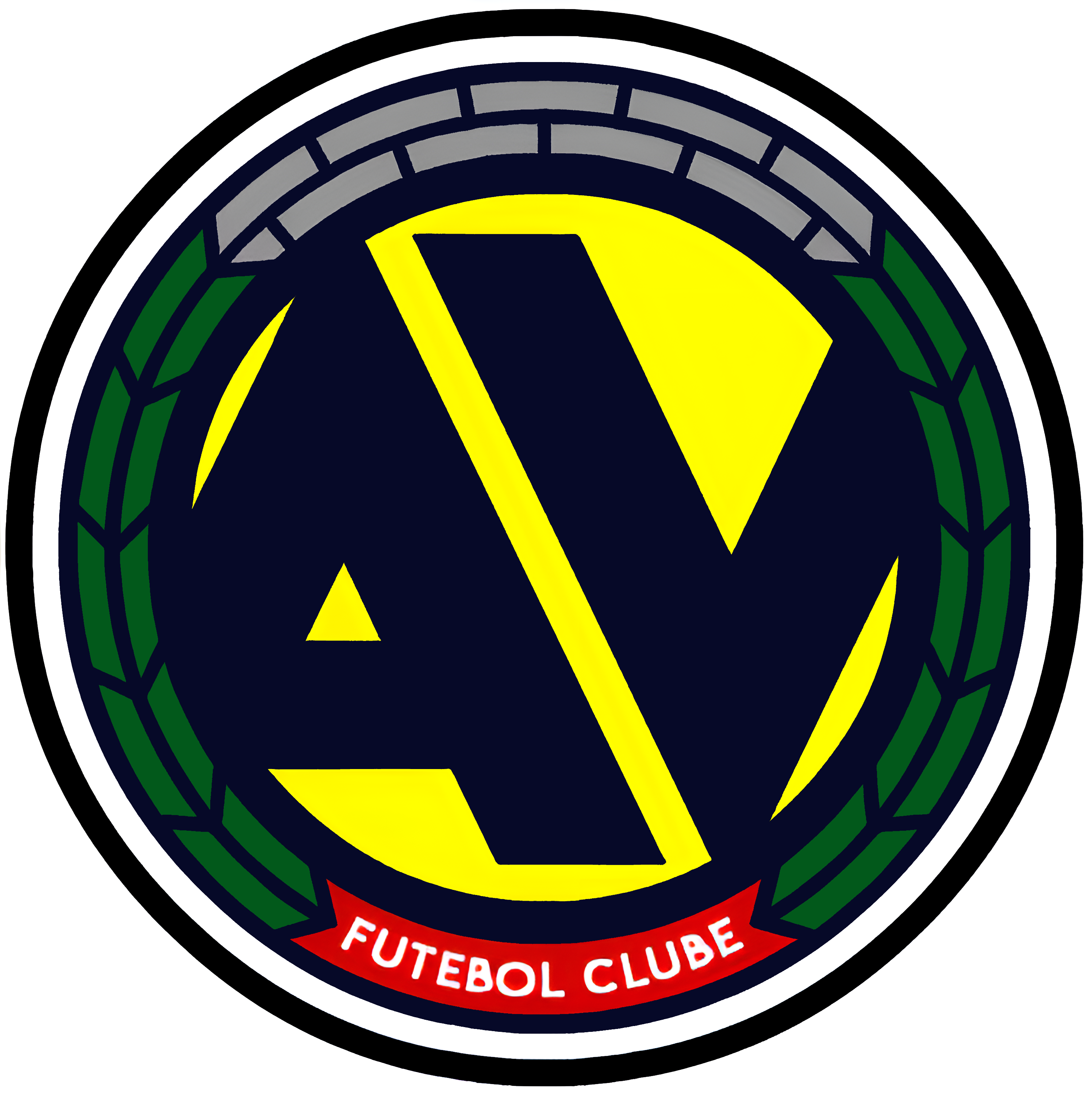
clube atletico votorantinense

## Títulos

### Futebol

#### Municipais
- Campeonato Amador de Sorocaba: 1947

- Torneio Início: 1942, 1947, 1950

### Basquete

#### Feminino
- Campeonato Paulista: 1957, 1959
- Campeonato Paulista do Interior: 1962
- Troféu Bandeirantes: 1957

- Jogos da Primavera: 1959, 1960